# Андуайе, Анри
Анри Андуайе (фр. Marie Henri Andoyer; 1 октября 1862 — 12 июня 1929) — французский астроном и математик.
Член Парижской академии наук (1919).

## Биография
Родился в Париже, в 1884 окончил Высшую нормальную школу. Работал в Тулузском, с 1892 — в Парижском университетах (с 1903 — профессор).
Основные труды в области небесной механики. В работе «Общие формулы небесной механики» (1890) показал, как, используя одни лишь тригонометрические функции, можно решать общие уравнения движения с любой степенью точности. Изучал специальные случаи задачи трех тел; показал, в частности, как с помощью либрационных точек Лагранжа можно получить решение, в котором параметры периодических членов не зависят от времени. Изучал движение астероидов и возмущения их орбит Юпитером. Исследовал задачу движения n тел, находящихся вблизи точек равновесия, полученные результаты применил к проблеме общей устойчивости Солнечной системы. Разработал специальные методы для расчета эфемерид; особенно удобен предложенный им метод расчета движения Луны. Составил с точностью до 15 знаков таблицы тригонометрических функций (т. 1—3, 1915—1918). Руководил изданием французского астрономического ежегодника «Connaissance des temps».
В течение 37 лет преподавал астрономию в Парижском университете; его лекции в послужили основой для четырёх учебников по астрономии и четырёх — по математике.
Член Бюро долгот в Париже (1910).